# 臨清県 (江蘇省)
臨清県（りんせい-けん）は中華人民共和国江蘇省淮安市にかつて存在した県。現在の淮陰区南西部に相当する。
東晋により設置された角城県を前身とする。南北朝時代になると北斉により文成県（または文城県とも作る）、北周により臨清県と改称された。583年（開皇3年）、隋朝により廃止された。